# Ocsor
Ocsor, (Ocser) (oroszul: Очёр, Очер) város Oroszország Permi határterületén, az Ocsori járás székhelye.
Lakossága: 14 238 fő (a 2010. évi népszámláláskor).

## Fekvése
A Permi határterület nyugati részén, Permtől 125 km-re, az Ocsor (a Káma mellékfolyója) partján terül el. A legközelebbi vasútállomás a transzszibériai vasútvonalon fekvő Verescsaginóban van (23 km).

## Története
1759-ben keletkezett a Sztroganovok vasgyártó manufaktúrája mellett. A manufaktúrát A. Sz. Sztroganov gróf alapította és 1761-ben helyezték üzembe. A gyárat 1911-ben bezárták, de az első világháború idején újra megnyitották. 
A gépipari vállalattá alakult gyár a település gazdaságában később is meghatározó maradt. A rekonstrukciót követően 1934-től fúróberendezéseket, szerszámokat gyártott az olajipar számára, a második világháború idején pedig fegyvert. A háború utáni évtizedekben csőfektetők és mélyfúrásokhoz szivattyúrudak gyártására állt át. 
A település 1924-ben lett járási székhely, 1950-ben kapott városi rangot.